# František Králík
František Králík   (Zlín, 12 d'abril de 1942 - Hranice, 7 de setembre de 1974) fou un jugador d'handbol txecoslovac, que va competir durant les dècades de 1960 i 1970.
El 1972 va prendre part en els Jocs Olímpics de Múnic, on guanyà la medalla de plata en la competició d'handbol.